# Power to the People: The Hits
Power To The People: The Hits è una compilation di John Lennon pubblicata nel 2010.

## Descrizione
La raccolta è stata messa in commercio il 4 ottobre 2010 in due versioni: singolo CD con 15 canzoni rimasterizzate in digitale e contenuti extra scaricabili dalla rete web, e in versione "Experience Edition" (con una copertina leggermente differente) che include l'aggiunta di un DVD contenente i video relativi ai brani inclusi nel disco.

## Tracce
Tutti i brani sono opera di John Lennon, eccetto dove indicato.
1. Power to the People – 3:17 (1971)
2. Gimme Some Truth – 3:16 (1971)
3. Woman – 3:26 (1980)
4. Instant Karma! – 3:20 (1970)
5. Whatever Gets You Thru the Night – 3:19 (1974)
6. Cold Turkey – 5:01 (1969)
7. Jealous Guy – 4:14 (1971)
8. #9 Dream – 4:46 (1974)
9. (Just Like) Starting Over – 3:55 (1980)
10. Mind Games – 4:11 (1973)
11. Watching the Wheels – 3:31 (1980)
12. Stand by Me (Ben E. King/Jerry Leiber e Mike Stoller) – 3:27 (1975)
13. Imagine – 3:02 (1971)
14. Happy Xmas (War Is Over) (John Lennon/Yōko Ono) – 3:33 (1971)
15. Give Peace a Chance – 4:52 (1969)

## Experience Edition

### CD
Il primo CD contiene le stesse canzoni del disco singolo

### DVD
1. Power to the People
2. Gimme Some Truth
3. Woman
4. Instant Karma! (We All Shine On)
5. Whatever Gets You Thru the Night
6. Cold Turkey
7. Jealous Guy
8. #9 Dream
9. (Just Like) Starting Over
10. Mind Games
11. Watching the Wheels
12. Stand by Me
13. Imagine
14. Happy Xmas (War Is Over)
15. Give Peace a Chance